# Saint Pie (Michel-Ange)
Le Saint Pie du sculpteur italien de la Renaissance Michel-Ange est une statue en marbre, exposée aujourd'hui dans la Cathédrale Notre-Dame-de-l'Assomption de Sienne en Toscane.

## Description
Le Saint Pie est une sculpture en marbre d'une hauteur d'environ 134 cm, placée dans une des quatre  niches de l'autel Piccolomini devant lequel le futur  pape Pie III avait prévu de se faire enterrer (par la suite il révisa sa décision pour Saint-Pierre de Rome où son ancêtre était déjà enseveli).